# Parexocoetus
Los peces voladores del género Parexocoetus son peces marinos de la familia exocétidos, de amplia distribución.

## Hábitat
Son peces pelágicos abundantes en aguas superficiales; viven en cardumen alimentándose de plancton.
Tiene la capacidad de saltar fuera para escapar de sus depredadores, siendo capaces de recorrer considerables distancias sobre la superficie planeando con sus largas aletas pectorales.

## Especies
Existen cuatro especies válidas en este género:
- Parexocoetus brachypterus (Richardson, 1846) - Volador aletón, Volador de canal, Volador velero
- Parexocoetus hillianus (Gosse, 1851) - Volador hiliano
- Parexocoetus mento (Valenciennes, 1847) - Volador aletón africano
- Parexocoetus nauta homo (Rodríguez, 1953) - Volador marinero